# Sint-Gabriëlkerk (Haseldorf)
De Sint-Gabriëlkerk (Duits: Kirche St. Gabriel) in Haseldorf (Sleeswijk-Holstein) is een tussen 1200 en 1250 gebouwde kerk en geldt als een van de belangrijkste laatromaanse baksteenkerken in het polderlandschap langs de boven- en benedenloop van de rivier de Elbe in het noorden van Duitsland.

## Beschrijving

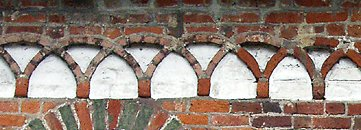
Kruisboogfries aan de zuidelijke muur

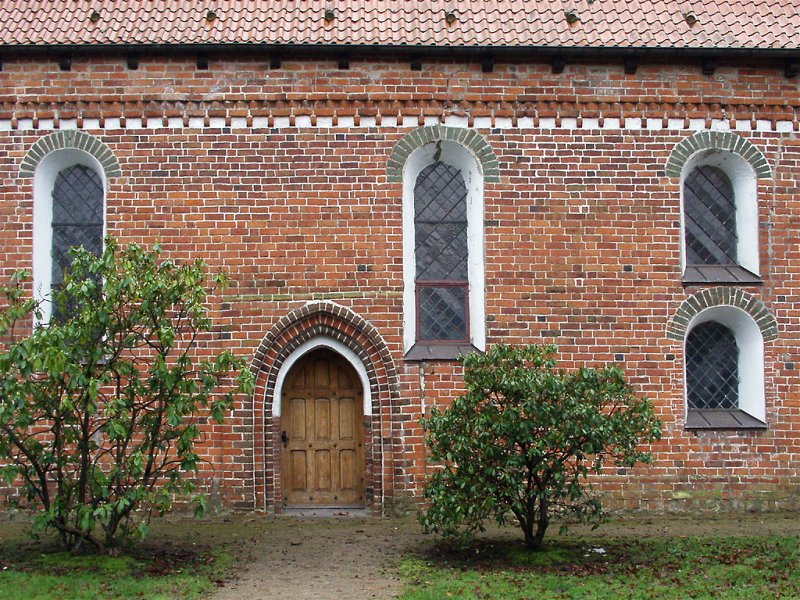
Noordelijke muur met consolefries

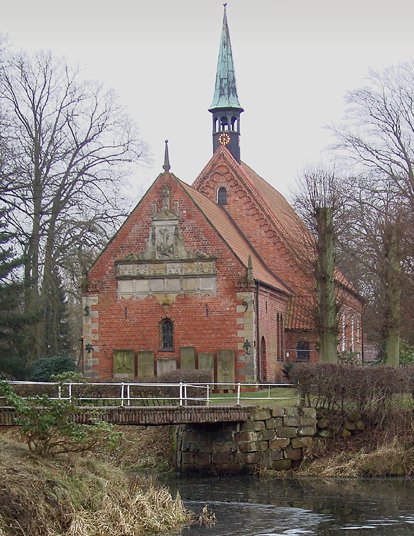
Grafkapel met groot zandstenen epitaaf aan de oostkant van de kerk

De muren van het kerkschip tonen zich nog grotendeels in de oorspronkelijk toestand. Ze werden van rode kloostermoppen gemetseld en tonen onder de dakrand meerdere friezen. De zuidelijk muur heeft een kruisboogfries en de vensterbogen hebben groen geglazuurde steen. Het oorspronkelijke zuidelijke portaal werd dichtgemetseld. De noordelijke muur heeft dezelfde vorm als de zuidelijke muur, maar kent een spitsbogig portaal (de ingang naar de herenbank) en een consolefries.
In 1599 werd aan de oostelijke zijde van het koor een grafkapel aangebouwd. De kapel was bestemd voor de vermoorde grondbezitter Detlef von Ahlefeldt en bezit een groot zandstenen epitaaf. Aanleiding van de moord was een tragische familievete en op de achterkant van de kerk zijn nog twee grote stenen plaquettes die erover berichten.
De dakruiter met de kerkklok werd in de jaren 1884-1884 toegevoegd. Tezelfdertijd werden ook het ingesnoerde koor en de grafkapel opnieuw ommuurd. In de jaren 2007-2008 vond een restauratie van de buitenmuren en het grafmonument op de oostelijke muur plaats. Het interieur van de kerk werd in het voorjaar van 2009 gerenoveerd. Eveneens werd er vloerverwarming aangelegd.

## Interieur

#### Altaar
Het eenvoudige altaar dateert uit 1958. Het altaarschilderij van de opstanding werd echter door een onbekende meester in de 17e eeuw op een deur geschilderd, die oorspronkelijk vanuit de altaarruimte naar de in 1599 gebouwde grafkapel voerde. De weelderige acanthusomlijsting kocht de kerk in 1958 van het museum. De beide grote kandelaren op het altaar dateren uit het einde van de 17e eeuw.

#### Triomfboog
De romaanse triomfboog tussen het altaar en het kerkschip getuigt van het bouwbegin van de kerk. Daaronder hangt het oudste voorwerp in de kerk, een één meter hoog vroeggotisch triomfkruis uit de jaren 1300-1310.

#### Doopvont
Het waardevolle bronzen doopvont stamt uit het jaar 1445. De ring waarop het doopvont staat is voorzien van een rondboogfries en vier wapens. Vier figuren dragen de cuppa, die de vorm heeft van een klok en een rondlopend inschrift en kleine reliëfs bevat van twee gekroonde Maria's, Sint-Joris en de draak en een kruisigingsgroep met maan en zon.

#### Kansel
Giften van de kerkelijke gemeente maakte de bouw van de barokke kansel in 1643 mogelijk, nadat de oude kansel tijdens de Dertigjarige Oorlog werd verwoest. Tussen de zuilen zijn op de velden van de kuip reliëfs aangebracht (van links naar rechts: de Verkondiging, de Aanbidding van de herders, Gethsemane, de Kruisiging, de Opstanding en de Hemelvaart). Tussen de opzetten in kraakbeenstijl bevinden zich op het klankbord de beelden van de vier deugden. Een engel vormt de kroon van het klankbord.

#### Patronaatsloge
De patronaatsloge aan de noordelijke muur van het kerkschip staat op houten ionische zuilen en werd in 1731 gebouwd.

#### Kroonluchters
De messing kroonluchters stammen uit de 17e eeuw.

## Orgel
Op de westelijke galerij van de kerk bevindt zich het orgel, dat op initiatief van Wilhelm von Ahlefeld omstreeks 1700 werd gebouwd. Na talrijke renovaties werd het orgel in 1986 geheel vernieuwd. Het bezit nu 16 registers verdeeld over twee manualen en pedaal. De orgelkas werd in de oorspronkelijke situatie teruggebracht. Opvallend zijn de negen muzen, waarvan vier als reliëf in het houtsnijwerk op de zijkanten zijn uitgebeeld en vijf als vrijstaande beelden.

## Afbeeldingen

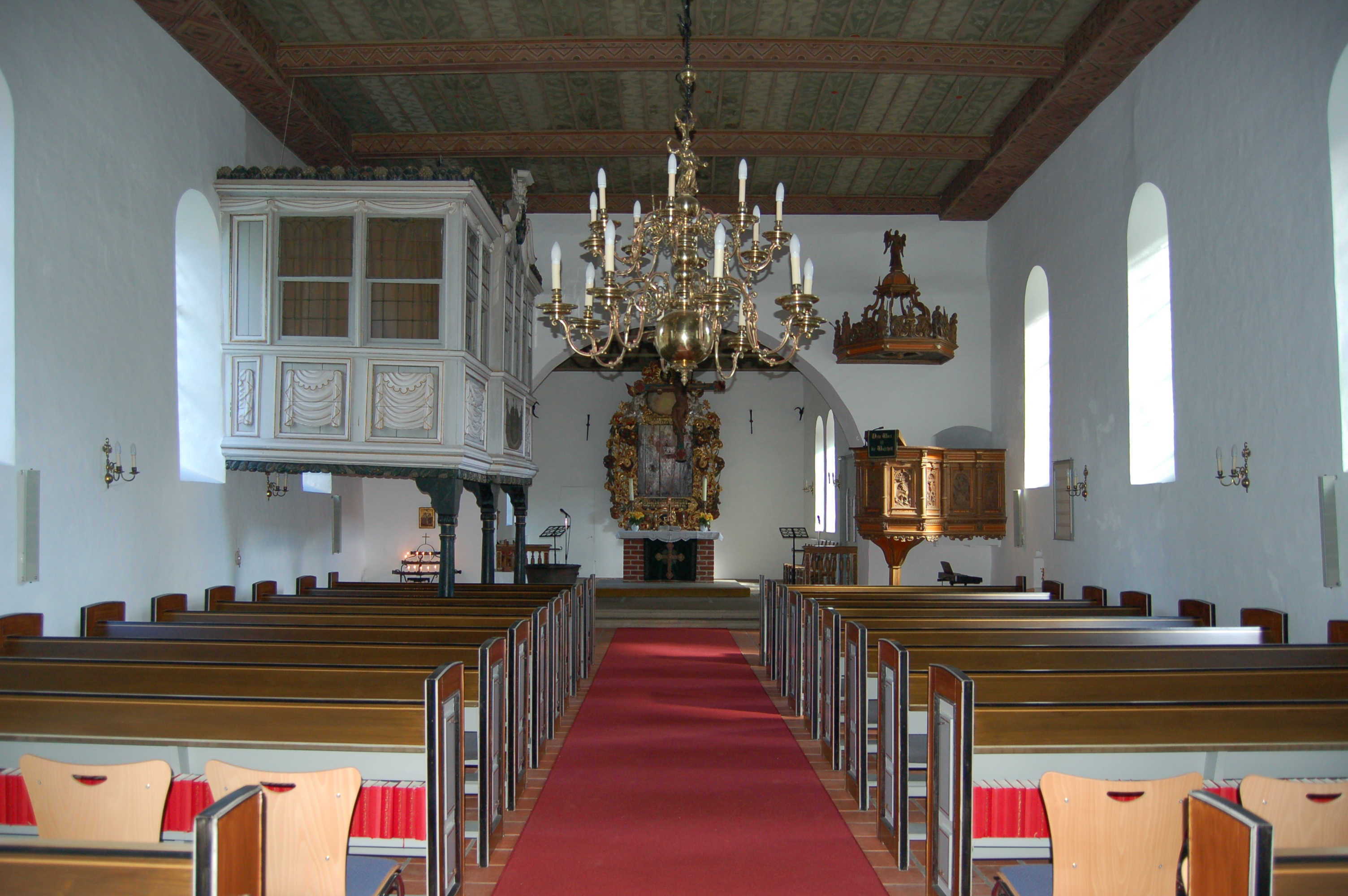
Overzicht interieur
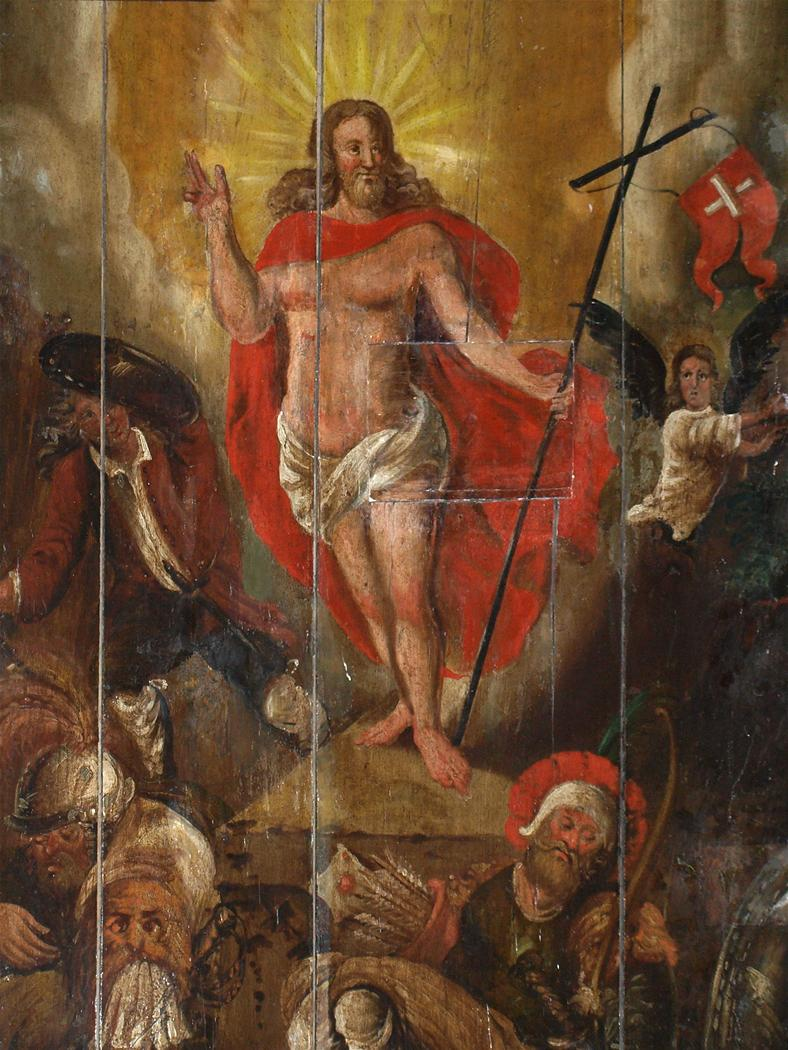
Altaarschilderij
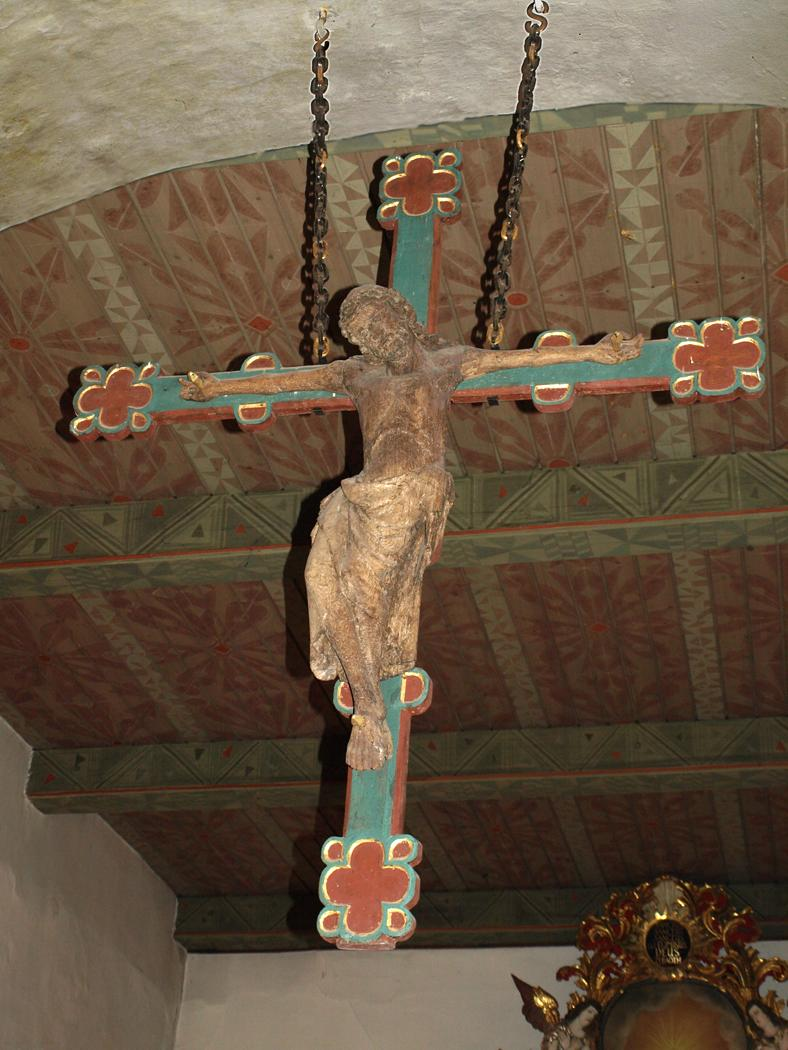
Triomkruis
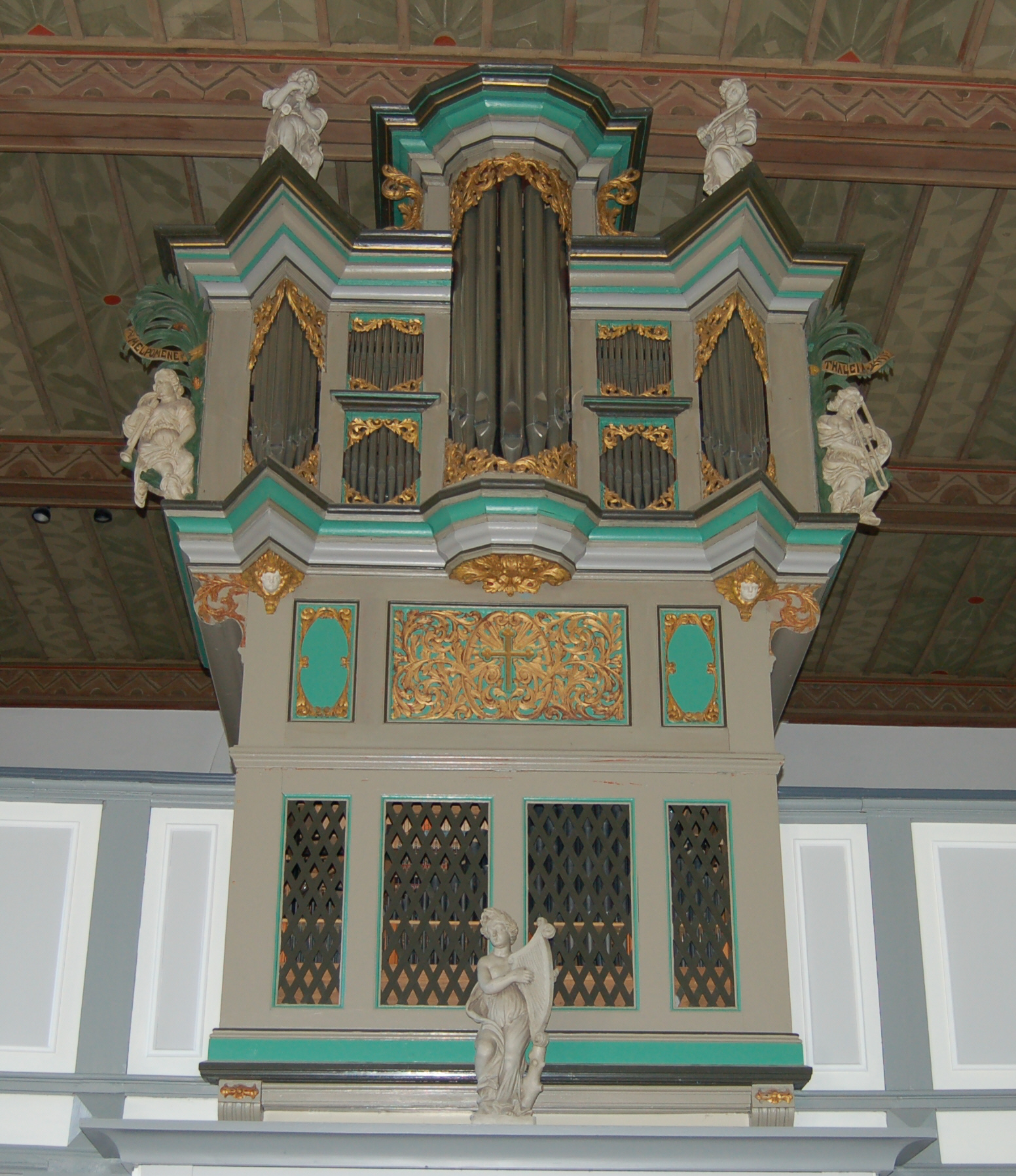
Orgel
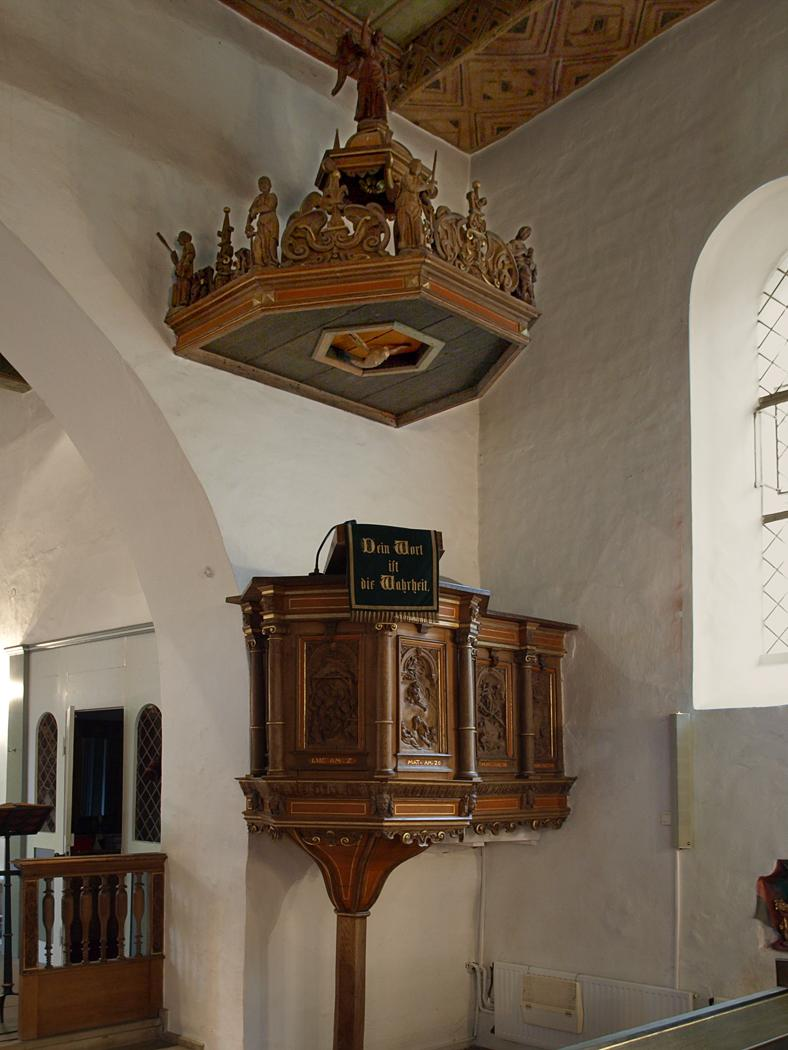
Preekstoel